# 勅使河原霞
勅使河原 霞（てしがはら かすみ、1932年10月20日 - 1980年8月6日）は、華道家、草月流二代目家元。

## 生涯
勅使河原蒼風の長女として東京に生まれる。勅使河原宏の妹。白百合学園中等部卒業。1953年草月流師範として教室を開き、1957年草月会副会長。絵画や彫刻、装幀などでも活躍。
裏千家三男との縁談が進んでいたが、商社に勤める妻子持ちの武田陽信と恋愛関係となり1956年12月結婚。武田との結婚を機にいったん草月から離れたが、蒼風の強い希望により復帰。武田とは後に離婚。以後、霞の代名詞ともなった数センチの極小いけばな「ミニアチュール」や、シャンソン歌手の石井好子のステージ装飾など多方面で活動し、1977年にはイギリス、ウェストミンスター大聖堂のステンドグラスに花をいけた。蒼風没後の1979年には家元を継ぐが、1980年に脳腫瘍のため千代田区の三井記念病院で死去した。享年47。墓所は父の蒼風や兄の宏と同じ青山霊園（1種ロ20号35側）にある。
何事にも完璧主義だが他人には人一倍気を遣い、持ち前の美貌もあって人望溢れる大変魅力的な人柄だったという。1966年には、日本画家の伊東深水が霞をモデルにした作品『菊を活ける勅使河原霞女史』（草月会蔵）を制作した。

### 草月流 家元継承年
- 初代 勅使河原蒼風 創流1927年～1979年
- 第二代 勅使河原霞 1979年～1980年
- 第三代 勅使河原宏 1980年～2001年
- 第四代 勅使河原茜 2001年～

## 著書
- 『草月の小品花 いけばなグラフィック』主婦の友社 1964
- 『花春秋』読売新聞社 1965
- 『草月の四季』主婦の友社 1974
- 『小さないけばな 夏／冬』婦人画報社 1980

### 共著
- 『草月の家庭生花』勅使河原蒼風共著 主婦の友社 いけばな双書 1957
- 『Ikebana with Roses』Norman Sparnon 主婦の友社 c1972
- 『草月流』勅使河原蒼風共著 小学館 オールカラーいけばな全書 1974

### 装幀
- 川端康成『女であること』新潮社、1956

など

## 関連書籍
- 『飛翔 - 勅使河原霞追悼集』草月会編 主婦の友社 1982
- 『過ぎし愛のとき―淑女の履歴書』早瀬圭一 文藝春秋 1990・文春文庫 1993
- 『華日記』早坂暁 新潮社 1989・小学館文庫 1997・勉誠出版 2009
- 『季刊『草月』special issue 「第二代家元 勅使河原霞」』草月会 2023